# Prescripción (derecho)
La prescripción[cita requerida] es un instituto jurídico por el cual el transcurso del tiempo produce el efecto de consolidar las situaciones de hecho, permitiendo la extinción de la acción, mas no del derecho. En el Derecho anglosajón se le conoce como statute of limitations.
Muchas veces el uso de la palabra prescripción en Derecho no se limita a la acepción de prescripción extintiva o liberatoria, mediante la cual no se pierde el derecho de ejercer una acción por el transcurso del tiempo.
"El tiempo lleva a la consolidación de ciertos derechos o a la pérdida de los mismos".[cita requerida]

## Aplicaciones

### Derecho civil
- La prescripción (extintiva o liberatoria) se produce por la inacción del acreedor por el plazo establecido por cada legislación conforme la naturaleza de la obligación de que se trate y tiene como efecto privar al acreedor del derecho de exigir judicialmente al deudor el cumplimiento de la obligación. La prescripción no extingue la obligación sino que la convierte en una obligación natural, por lo cual, si el deudor voluntariamente la paga, no puede reclamar la devolución de lo entregado, alegando que se trata de un pago sin causa.
- La usucapión (o prescripción adquisitiva) es un modo de adquirir la propiedad de una cosa y otros derechos reales posibles mediante la posesión continuada de estos derechos en concepto de titular durante el tiempo que señala la ley.

#### España
Según el artículo 1.973 del Código Civil, la prescripción extintiva de las acciones se interrumpe por su ejercicio ante los tribunales, por una reclamación extrajudicial o por el reconocimiento de deuda por el deudor. Una vez interrumpido el plazo de prescripción, vuelve a contarse íntegramente desde el principio.

La prescripción civil asigna un medio de defensa al deudor para que pueda oponerse a una reclamación una vez transcurrido el plazo fijado en la norma, cuyo inicio se contará desde que tiene conocimiento el acreedor de su posibilidad de ejercer la acción para exigir el cumplimiento de la obligación.

#### México
Según el código civil para el Distrito Federal la prescripción negativa se verifica por el solo transcurso del tiempo fijado por la ley. Se necesita el lapso de  diez  años,  contado desde que una obligación pudo exigirse, para que se extinga el derecho de pedir su cumplimiento y se requiere de dos años para prescribir: 
Los honorarios, sueldos, salarios, jornales u otras retribuciones por la prestación de cualquier servicio,  la acción de cualquier comerciante para cobrar el precio de objetos vendidos a personas que no fueren revendedoras, la acción de los dueños de hoteles y casas de huéspedes para cobrar el importe del hospedaje; y la de estos y la de los fondistas para cobrar el precio de los alimentos que ministren, la responsabilidad civil por injurias ya sean hechas de palabra o por escrito, y la que nace del daño causado por personas o animales, y que la ley impone al representante de aquellas o al dueño de estos y la responsabilidad civil proveniente de actos ilícitos que no constituyan delitos (artículos 1158, 1159,1161 CCDF).
Asimismo, es de señalar que los Tribunales Colegiados de Circuito, en la Tesis Aislada número I.3o.C.628 C con el rubro "PRESCRIPCIÓN NEGATIVA. CARGA DE LA PRUEBA DE LOS ELEMENTOS DE LA ACCIÓN", han advertido de la existencia de dos elementos estructurales de la prescripción negativa, a saber: 
La existencia de una obligación y el solo transcurso del tiempo contado a partir de que aquella pudo exigirse por el tiempo previsto por la ley, lo cual demuestra que se atribuye implícitamente una inactividad al acreedor de ejercer el derecho de crédito que tiene a su favor, que permite establecer la intención del legislador de sancionar la inercia de las partes en el cumplimiento de una obligación y, fundamentalmente, del abandono del titular del derecho durante un tiempo determinado, conforme al cual el ordenamiento jurídico se desentiende de dicho interés privado impidiendo el cobro coactivo de dicha obligación. 
Derivado de lo anterior, cuando se ejerce la acción de prescripción negativa se desprende de manera clara que los hechos que deben probarse por el actor son: a. La existencia de una obligación, y b. Que a partir de la fecha en que la obligación se volvió exigible ha transcurrido el tiempo previsto en la ley para que opere la prescripción negativa.

### Derecho tributario
El derecho de la Administración a determinar la deuda tributaria mediante la práctica de la liquidación es un derecho temporalmente limitado.
- La prescripción (extintiva o liberatoria) priva al Estado de la posibilidad de exigir el pago de los tributos adeudados. La misma prescripción puede privar al ciudadano de exigir el pago de cantidades que pueda exigir al Estado por concepto de pagos indebidos o saldos a favor.

#### España
Según su régimen jurídico, la prescripción tributaria se produce por el transcurso del plazo cuyo inicio será un día fijo y previamente determinado por la norma, con independencia del conocimiento del crédito de la Administración. Así mismo, la prescripción tributaria provoca la extinción del derecho de la Administración acreedora (ya sea el derecho a liquidar o el derecho a recaudar) sin necesidad de que la invoque el obligado.

En España los artículos 66 y 189 de la Ley General Tributaria establecen que prescribirán a los cuatro años:
- El derecho de la Administración para determinar la deuda tributaria mediante la oportuna liquidación.
- El derecho de la Administración para exigir el pago de las deudas tributarias liquidadas y autoliquidadas.
- El derecho a solicitar las devoluciones derivadas de la normativa de cada tributo, las devoluciones de ingresos indebidos y el reembolso del coste de las garantías.
- El derecho a obtener las devoluciones derivadas de la normativa de cada tributo, las devoluciones de ingresos indebidos y el reembolso del coste de las garantías.
- El plazo para imponer sanciones tributarias.

### Derecho penal
La prescripción produce la extinción:
- De la acción (prescripción de la acción penal); y
- De la pena (prescripción de la pena).

Existe una excepción a la prescriptibilidad de la acción y de la pena que permite la persecución de los crímenes internacionales cualquiera que sea la fecha en la que se han cometido (en consonancia con lo previsto en la Convención sobre la imprescriptibilidad de los crímenes de guerra y de los crímenes de contra la humanidad del 26 de noviembre de 1968, que entró en vigor internacionalmente el 11 de noviembre de 1970).

#### Plazo de prescripción en España
El artículo 131 del Código Penal de España no establece un único plazo de prescripción para los delitos, sino que distingue diferentes plazos en función de la pena máxima prevista para el delito, que comienza a contar desde el día en que se cometió el hecho delictivo y termina:
- A los 20 años, cuando la pena máxima señalada al delito sea prisión de 15 o más años.
- A los 15, cuando la pena máxima señalada por la ley sea inhabilitación por más de 10 años, o prisión por más de 10 y menos de 15 años.
- A los 10, cuando la pena máxima señalada por la ley sea prisión o inhabilitación por más de cinco años y que no exceda de 10.
- A los cinco, los demás delitos, excepto los de injuria y calumnia, que prescriben al año.
- Las faltas prescriben a los seis meses.

También se prevé que los delitos de lesa humanidad y de genocidio y los delitos contra las personas y bienes protegidos en caso de conflicto armado, no prescribirán en ningún caso. Tampoco prescribirán los delitos de terrorismo, si hubieren causado la muerte de una persona.
El artículo 133 establece la prescripción de las penas impuestas por sentencia firme, comienza la prescripción de la pena desde la fecha de firmeza de la sentencia condenatoria o desde la fecha de quebrantamiento de condena si esta ya hubiese empezado a cumplirse.

## Suspensión e interrupción de la prescripción
Cuando el procedimiento judicial se dirija contra el culpable la prescripción se interrumpe y se suspende, dependiendo de los países. La interrupción de la prescripción provoca la pérdida del tiempo transcurrido hasta ese día, y por lo tanto, se inicia un nuevo plazo desde cero a contar desde que se considere paralizado el procedimiento o se termine sin condena. Por el contrario en el caso de suspensión de la prescripción, al finalizar el tiempo de suspensión el reloj vuelve a contar desde donde se encontraba cuando se suspendió. 
Dentro de las formas de aplicar el Derecho en los distintos países, se le han dado a la interrupción y la suspensión, distintas opciones, así la interrupción es la pérdida del tiempo ya transcurrido, y se inicia un nuevo tiempo, dentro del Derecho en Costa Rica, este nuevo tiempo se reduce a la mitad y vuelve a correr de nuevo con lo que se persigue que la acción penal no sea retrasada injustamente, mientras que la suspensión es un tiempo en el cual no corre la prescripción por darse una situación específica determinada en el código, pero una vez dado el presupuesto que la suspendía, vuelve a correr el tiempo tomándose en consideración el tiempo ya antes transcurrido. Por lo que los plazos de interrupción y suspensión son distintos.
MOMENTO EN QUE INICIA EL TÉRMINO PARA QUE OPERE LA PRESCRIPCIÓN.
El término de cinco años para que opere la prescripción, se inicia a partir de la fecha en que el pago pudo ser legalmente exigido.
La falta de pago de un crédito fiscal en la fecha o plazo establecidos dará lugar a que el crédito sea exigible.
Los créditos fiscales se pagarán en la fecha o dentro del plazo señalado en las disposiciones respectivas. A falta de disposición expresa, el pago deberá hacerse dentro de los siguientes quince días a aquel en que se produzca el hecho generador. Tratándose de los créditos fiscales determinados por las autoridades, en el ejercicio de sus facultades de comprobación, determinación o sancionadoras, deberán pagarse o garantizarse junto con sus accesorios dentro de los quince días siguientes a aquel en que surta efectos su notificación.
En este sentido podemos concluir que un crédito fiscal se vuelve exigible cuando.
•	No se pague en la fecha o dentro del plazo señalado en las disposiciones respectivas.
•	A falta de disposición expresa, cuando no se paguen dentro de los siguientes quince días a aquel en que se produzca el hecho generador o...
•	Tratándose de los créditos fiscales determinados, cuando no se paguen o garanticen dentro de los quince días siguientes a aquel en que surta efectos su notificación
En conclusión:
•	Si, por ejemplo, el impuesto predial no fue pagado en el bimestre correspondiente, este se convierte en exigible al día siguiente.
•	Si no se establece fecha de pago para una contribución, esta es exigible al decimosexto día que se produjo el hecho generador.
•	Si un crédito fiscal fue determinado, este es exigible al decimosexto día siguiente a aquel en que surta efectos su notificación, si no fue garantizado o pagado.

## Enlaces relacionados
- Prescripción positiva (México).
- Ley 58/2003, de 17 de diciembre, General Tributaria, en España. (B.O.E).
- Código Penal del Estado de México, el 3 de septiembre de 1999.
- Ley Orgánica 10/1995, de 23 de noviembre, del Código Penal, BOE núm. 281 de 24/11/1995.
- Prescripción de las deudas tributarias.

- Portal:Derecho. Contenido relacionado con Derecho.

- Datos: Q1899048
- Multimedia: Statute of limitations / Q1899048